# Festival international du film fantastique de Neuchâtel 2014
 (août 2023).
Si vous disposez d'ouvrages ou d'articles de référence ou si vous connaissez des sites web de qualité traitant du thème abordé ici, merci de compléter l'article en donnant les références utiles à sa vérifiabilité et en les liant à la section « Notes et références ».
La 14e édition du Festival international du film fantastique de Neuchâtel s'est déroulée du 4 juillet au 12 juillet 2014. La manifestation a attiré 33 580 spectateurs payants (+7,3%) sur 137 projections (112 films). Le budget du festival était de 1 600 000 Frs.
Les invités d'honneur de cette édition étaient l’écrivain George R. R. Martin, auteur de la série romanesque du Trône de fer, et le réalisateur Kevin Smith.
Lieux : Théâtre du Passage 1, Temple du bas, Arcades, Bio.

## Jurys et invités

### Le jury international
Edouard Waintrop, Luigi Cozzi réalisateur  Italie, Julie Baines, Júliús Kemp, Alan Jones

### Invités d'honneur
George R. R. Martin écrivain  États-Unis, Kevin Smith réalisateur  États-Unis

### Autres invités
Till Kleinert, Ivan Kavanagh, Rossella De Venuto, Iguchi Noboru, Airi Yamamoto, Siti Kamaluddin, Ching Chan Man, Jimmy Weber, Cosimo Alemà, John McNaughton, Tarik Saleh, Jean-Pierre Putters

## Sélection

### Longs métrages

#### International competition
- Blind (2014) de Eskil Vogt ( Norvège)
- Controra (2013) de Rossella De Venuto ( Italie)
- Der Samurai (2014) de Till Kleinert ( Allemagne)
- Extraterrestrial (2014) de Colin Minihan, Stuart Ortiz ( Canada) (première européenne)
- Honeymoon (2014) de Leigh Janiak ( États-Unis)
- Housebound (2014) de Gerard Johnstone ( Nouvelle-Zélande)
- It Follows (2014) de David Robert Mitchell ( États-Unis)
- Late Phases (2014) de Adrián García Bogliano ( États-Unis) (première européenne)
- Starry Eyes (2014) de Kevin Kolsch, Dennis Widmyer ( États-Unis) (première européenne)
- The Canal (2014) de Ivan Kavanagh ( Irlande) (première européenne)
- The Mole Song: Undercover Agent Reiji (2013) de Takashi Miike ( Japon)
- These Final Hours (2013) de Zak Hilditch ( Australie)
- Vampires en toute intimité (What We Do in the Shadows, 2014) de Jemaine Clement, Taika Waititi ( Nouvelle-Zélande)
- White God (Fehér isten, 2014) de Kornél Mundruczó ( Hongrie)

#### New cinema from Asia
- Kung Fu Divas de Onat Diaz ( Philippines) (première européenne)
- Live de Noboru Iguchi ( Japon) (première internationale)
- Monsoon Shootout de Amit Kumar ( Inde)
- New Shorts from Asia 14 (plusieurs réalisateurs)
- That Demon Within de Dante Lam ( Hong Kong)
- The Raid 2: Berandal de Gareth Evans ( Indonésie)
- The Suspect de Won Shin-yeon ( Corée du Sud)
- Yasmine de Siti Kamaluddin, Ching Chan Man ( Brunei) (première européenne)
- Détective Dee 2 : La Légende du Dragon des mers de Tsui Hark ( Chine)

#### Cérémonies
- The Zero Theorem de Terry Gilliam ( États-Unis)
- Young Ones de Jake Paltrow ( États-Unis)

#### Films of the third kind
- Alleluia (2014) de Fabrice Du Welz ( Belgique)
- Calvary (2014) de John Michael McDonagh ( Irlande)
- iNumber Number (2013) de Donovan Marsh ( Afrique du Sud)
- La Santa (2013) de Cosimo Alemà ( Italie)
- P'tit Quinquin (2014) de Bruno Dumont ( France)
- Ping Pong Summer (2014) de Michael Tully ( États-Unis)
- The Harvest (2013) de John McNaughton ( États-Unis)
- Tommy (2014) de Tarik Saleh ( Suède) (première mondiale)
- Under the Skin (2013) de Jonathan Glazer ( Royaume-Uni)
- White Bird in a Blizzard (2014) de Gregg Araki ( États-Unis) (première mondiale)

#### Ultra movies
- Dead Snow: Red vs. Dead de Tommy Wirkola ( Norvège)
- Discopathe de Renaud Gauthier ( Canada)
- Eat de Jimmy Weber ( États-Unis) (première européenne)
- Killers de Kimo Stamboel, Timo Tjahjanto ( Indonésie)
- Patch Town de Craig Goodwill ( Canada)
- Stage Fright de Jérôme Sable ( Canada)
- The Quiet Ones de John Pogue ( États-Unis)
- The Sacrament de Ti West ( États-Unis)
- WolfCop de Lowell Dean ( Canada) (première internationale)
- Zombeavers de Jordan Rubin ( États-Unis)

#### Histoires du genre
- Beyond Clueless de Charlie Lyne ( Royaume-Uni)
- I Tarantiniani de Maurizio Tedesco, Steve Della Casa, Manlio Gomarasca ( Italie)
- Mr. X de Tessa Louise-Salomé ( France)
- Never Too Late To Repent de Tsai Yang-Ming ( Taïwan)
- Super 8 Madness ! de Fabrice Blin ( France)
- Taiwan Black Movies de Hou Chi-jan ( Taïwan)
- The Go-Go Boys de Hilla Medalia ( Israël)
- The Lady Avenger de Yang Chia-yun ( Taïwan)
- Woman Revenger de Tsai Yang-Ming ( Taïwan)

#### Special Screenings
- Métal Hurlant Chronicles de Divers ( France)
- Open Windows de Nacho Vigalondo ( États-Unis)

#### Guest of honor: George R. R. Martin
- Casablanca de Michael Curtiz ( États-Unis)
- Psycho de Alfred Hitchcock ( États-Unis)
- Planète interdite de Fred M. Wilcox ( États-Unis)

#### Carte blanche à Kevin Smith
- Batman: The Dark Knight Returns de Jay Oliva ( États-Unis)
- The Dirties de Matt Johnson ( Canada)
- Un homme pour l'éternité (A Man for All Seasons) de Fred Zinnemann ( Royaume-Uni)

#### Le Japon imaginaire
- Jossy's de Yuichi Fukuda ( Japon) (première européenne)
- Akira de Katsuhiro Ōtomo ( Japon)
- Puzzle de Eisuke Naito ( Japon) (première internationale)
- Girl's Blood de Koichi Sakamoto ( Japon)
- Short Peace de Shuhei Morita, Hiroaki Ando, Katsuhiro Otomo ( Japon)
- Space Dandy de Shingo Natsume, Shinichiro Watanabe ( Japon)
- Japon Imaginaire Shorts (plusieurs réalisateurs,  Japon)
- Monsterz de Hideo Nakata ( Japon)
- Danger Dolls de Kaneko Shusuke ( Japon) (première internationale)
- Dancing Karate Kid de Tsukasa Kishimoto ( Japon) (première européenne)

#### Tribute to Kevin Smith
- Red State de Kevin Smith ( États-Unis)
- Clerks de Kevin Smith ( États-Unis)
- Zack et Miri font un porno (Zack and Miri Make a Porno, 2008) de Kevin Smith ( États-Unis)
- Clerks 2 de Kevin Smith ( États-Unis)
- Jay and Silent Bob Strike Back de Kevin Smith ( États-Unis)
- Dogma de Kevin Smith ( États-Unis)
- Chasing Amy de Kevin Smith ( États-Unis)
- Les Glandeurs (Mallrats, 1995) de Kevin Smith ( États-Unis)

### Courts-métrages

#### Swiss Shorts
- Timber de Nils Hedinger ( Suisse)
- Lothar de Luca Zuberbühler ( Suisse)
- Metonoia de Moritz Flachsmann, Etienne Mory, Remo Scherrer ( Suisse)
- Save the world de Sylvain Renou ( Suisse)
- Death for a unicorn de Riccardo Bernasconi, Francesca Reverdito ( Suisse)
- Nocturne de David F. Geiser ( Suisse)
- Suche nach Liebe de Hans Kaufmann ( Suisse)
- Pappkameraden de Stefan Bischoff, Stephan Wicki ( Suisse)
- Eiskarl de Nicolas Steiner, Manuela Molin ( Suisse)

#### European Shorts
- Ghost Train de Lee Cronin ( Irlande)
- A(R)Men de Thomas Lunde ( Norvège)
- The Obvious Child de Stephen Irwin ( Royaume-Uni)
- Entity de Andrew Desmond ( France)
- Robota de David Braun, Victor Sala ( Espagne)
- Coda de Alan Holly ( Irlande)
- Een Verre Reis de Kurt Platvoet ( Pays-Bas)

#### Asian Shorts
- iBaby (2013) de So Jae Woong ( Corée du Sud)
- Liquid (2014) de Kaichi Sato et Bon Ando ( Japon)
- Kekasih (2013) de Diffan Sina Norman ( Malaisie)
- The Grat Escape From Cafe City (2013) de John Hsu (en) ( Taïwan)
- The Present (2013) de Joe Hsien ( Taïwan)
- Vesuvius (2012) de Erik Matti ( Philippines)
- Trunk (2012) de Kim Hyeoncheol ( Corée du Sud)

#### Le Japon Imaginaire Shorts
- Beautiful New Bay Area Project (2013) de Kiyoshi Kurosawa ( Japon)
- Kyi Ryu (2014) de Shinya Kawakami et Bon Ando ( Japon)
- Meteorite + Impotence (2013) de Omoi Sasaki ( Japon)
- Dynamic Venus (2014) de Kaichi Sato ( Japon)
- Memory Sculptor (2012) de Ken Ochiai ( Japon)

## Palmarès
| Prix                                                                      | Attribué à                                                  | Pays             |
| ------------------------------------------------------------------------- | ----------------------------------------------------------- | ---------------- |
| Prix H. R. Giger Narcisse du meilleur film                                | Housebound de Gerard Johnstone                              | Nouvelle-Zélande |
| Prix RTS du public                                                        | What We Do in the Shadows de Jemaine Clement, Taika Waititi | Nouvelle-Zélande |
| Méliès d'argent du meilleur long métrage européen                         | Blind de Eskil Vogt                                         | Norvège          |
| Prix Imaging The Future meilleur production design"                       | The Mole Song: Undercover Agent Reiji de Takashi Miike      | Japon            |
| Prix du jury de la critique internationale                                | It Follows de David Robert Mitchell                         | États-Unis       |
| Prix du meilleur film asiatique                                           | Yasmine de Siti Kamaluddin, Ching Chan Man                  | Brunei           |
| Prix de la Jeunesse Denis-de-Rougemont                                    | It Follows de David Robert Mitchell                         | États-Unis       |
| Prix Taurus Studio à l'innovation                                         | Pappkameraden de Stefan Bischoff, Stephan Wicki             | Suisse           |
| Nomination pour le Méliès d'Or du meilleur court métrage européen         | Lothar de Luca Zuberbühler                                  | Suisse           |
| SSA/Suissimage Prix H. R. Giger Narcisse du meilleur court métrage suisse | Lothar de Luca Zuberbühler                                  | Suisse           |